# تئاتر بریج
تئاتر بریج (انگلیسی: Bridge Theatre) یک سالن نمایش در شهر لندن، انگلستان است.
این سالن که در نزدیکی پل تاور بریج قرار دارد در سال ۲۰۱۷ تأسیس شده و دارای ۹۰۰ نفر ظرفیت می‌باشد.